# Gyration Inc.
Gyration Inc. - är ett företag som specialiserat sig på att utveckla och tillverka rörelsesensorer som bland annat används i trådlösa handkontroller. Företagets största delägare är Nintendo.